# Oophaga histrionica
Oophaga histrionica is een kikker uit de familie pijlgifkikkers (Dendrobatidae). De soort werd voor het eerst wetenschappelijk beschreven door Arnold Adolph Berthold in 1845. Oorspronkelijk werd de wetenschappelijke naam Dendrobates histrionicus gebruikt.

## Uiterlijke kenmerken
De kleuren en patronen van deze soort zijn extreem variabel, enkele variaties met andere soorten die er op lijken zijn de volgende;
- Een rode voorzijde en blauwe achterzijde van het lichaam (lijkt op Oophaga granulifera en de aardbeikikker (Oophaga pumilio)
- Een zwarte basiskleur met gele tot rode banderingen op het lichaam (lijkt op Oophaga lehmanni, waarmee de soort zich kan kruisen)
- Geheel lichtblauw (lijkt op Dendrobates azureus, hoewel deze laatste soort altijd diepblauw is, niet bleekblauw, en vele zwarte vlekjes heeft)

Ook andere, niet-gelijkende kleuren komen voor, zoals een donkerbruine tot zwarte basiskleur met een zeer dichtverspreid patroon van kleine, gele tot roodoranje vlekjes. Deze zijn zo talrijk dat de kikker geel tot rood aandoet, afhankelijk van de kleur van de vlekjes. De soort is het best te herkennen aan andere lichaamskenmerken, zoals de vrij lange ledematen en relatief grote ogen. Verder is de eerste vinger korter dan de tweede en heeft de kikker geen tanden. Ook de lengte kan uitsluitsel bieden, met een maximale lengte tot 3,8 centimeter is dit een van de grotere soorten pijlgifkikkers.

## Algemeen
Oophaga histrionica komt voor van westelijk Ecuador tot het uiterst westelijk gelegen departement Chocó in Colombia, en leeft in tropische regenwouden van zeeniveau tot ongeveer 1000 meter daarboven. De habitat bestaat uit de vochtige bosbodem waar de kikker zich ophoudt tussen bladeren en takken en jaagt op kleine ongewervelden als mieren en kevers.

## Voortplanting
Nadat het mannetje en vrouwtje een geschikt plekje hebben uitgezocht voor de eiafzet, legt het vrouwtje haar eitjes terwijl de man ze bevrucht. Een legsel bestaat uit 4 tot 20 eitjes, die worden bewaakt door het vrouwtje. Normaal gesproken brengt het mannetje de pas uitgekomen kikkervisjes naar een ander watertje zoals een bladholte gevuld met water maar bij deze soort doet de vrouw dat en bemoeit het mannetje zich er niet mee. Het vrouwtje voedt de larven met voedseleitjes, onbevruchte eitjes die alleen dienen om de kikkervisjes te voeden.